# 七尾郵便局
七尾郵便局（ななおゆうびんきょく）は、石川県七尾市に位置する郵便局である。民営化前の分類では集配普通郵便局であった。

## 概要
所在地: 〒926-8799 石川県七尾市生駒町1-1

## 沿革
- 1872年8月4日（明治5年7月1日） - 七尾郵便取扱所として開設[1]。
- 1873年（明治6年） - 七尾郵便役所となる。
- 1875年（明治8年）1月1日 - 七尾郵便局（四等）となる。翌日より為替取扱を開始。
- 1880年（明治13年）11月 - 貯金取扱を開始。
- 1891年（明治24年）8月1日 - 七尾郵便電信局となる。
- 1903年（明治36年）4月1日 - 通信官署官制の施行に伴い七尾郵便局となる。
- 1954年（昭和29年）1月17日 - 電話通話事務の取扱を開始[2]。
- 1956年（昭和31年）10月1日 - 和文電報受付事務の取扱を開始。
- 1982年（昭和57年）9月 - 局舎新築。
- 1987年（昭和62年）10月5日 - 徳田郵便局から集配業務を移管。
- 1992年（平成4年）8月3日 - 外国通貨の両替および旅行小切手の売買に関する業務取扱を開始。
- 2007年（平成19年）10月1日 - 民営化に伴い、併設された郵便事業七尾支店に一部業務を移管。
- 2012年（平成24年）10月1日 - 日本郵便株式会社発足に伴い、郵便事業七尾支店を七尾郵便局に統合。
- 2015年（平成27年）10月5日 - 和倉温泉郵便局から集配業務を移管。
- 2016年（平成28年）9月26日 - 佐々波郵便局から集配業務を移管。

## 取扱内容
- 郵便、印紙、ゆうパック、内容証明
- 貯金、為替、振替、振込、国際送金、外貨両替・トラベラーズチェック、国債、投資信託
- 生命保険、バイク自賠責保険、自動車保険、変額年金保険、がん保険、引受条件緩和型医療保険
- ゆうちょ銀行ATM
- 「926-00xx」「926-01xx」「926-03xx」「926-08xx」区域（七尾市域の一部）の集配業務
- ゆうゆう窓口

## 周辺
- 七尾市役所
- のと共栄信用金庫本店
- パトリア
- 北國新聞七尾支社
- ミナ.クル

## 交通アクセス
鉄道
JR七尾線・のと鉄道七尾線 七尾駅下車、徒歩約5分
バス
北鉄能登バス・七尾市コミュニティバス 桧物町停留所下車、徒歩すぐ
車
能越自動車道（田鶴浜道路） 田鶴浜ICから東へ約7.5km
国道160号 七尾駅北交差点から北へ約200m
駐車場あり：16台